# タフ外伝 OTON
『タフ外伝 OTON』（タフがいでん おとん）は、猿渡哲也による日本の漫画。『週刊ヤングジャンプ』増刊『漫革』、のち『月刊ヤングジャンプ』を経て、『月刊ヤングジャンプ』休刊以後は『グランドジャンプ』（いずれも集英社）にて不定期掲載されている。2025年7月現在、単行本は既刊2巻で、『週刊プレイボーイ』にて『タフ番外編OTON〜純愛地獄変〜』と題した新シリーズが連載中。『高校鉄拳伝タフ』並びに『TOUGH』の主人公、宮沢熹一の父宮沢静虎を物語の中心とした外伝である。単行本に併録されているもう一つの外伝『タフ外伝 鬼龍』についても本項で記述する。

## 登場人物

### タフ外伝 OTON
宮沢静虎（みやざわ せいこ）
本編『タフ外伝 OTON』の主人公。灘神影流第14代当主。
八巻樹馬（やまき きうま）
八巻実の息子で八巻流体術当代。自らが伝承した「徹貫掌」の威力を試すべく、静虎に執拗に手合わせを願い出る。
八巻実（やまき みのる）
八巻流体術の創始者。故人。衝撃力を物体に浸透させ、対象物を内部から破壊する技「徹貫掌」の唯一無二の使い手として知られた。
黒田金造（くろだ きんぞう）
裏社会の大物フィクサー。JFK銀行頭取を脅迫し、銀行の金を食い物にしていた。
左十五郎（ひだり じゅうごろう）
黒田金造の眷属で、天獄流剣術の使い手。かつては静虎と対決して引き分けたが、黒田金造の命令で、JFK銀行頭取を誘拐したりするなど、夜目に効く眼力を利用して暗闇の中で静虎を殺害しようとしたが、気配を見破られて静虎の拳の一撃で倒された。
草薙龍一（くさなぎ りゅういち）
草薙流体術の当代であり、秘蹴・鎌鼬の使い手。チンピラを蹴り殺して服役していたが脱走し、その捜索に赴いた静虎と対決する。
永井仁清（ながい じんせい）
実戦格闘術「永拳会」を主宰。同じ猿渡哲也の作品『傷だらけの仁清』の主人公。かつて静虎と対決し敗れ、それから10年後の再戦を前に傷害罪で10年間の服役。出所後、静虎と実に20年振りの再戦を果たす。
霍書文（かく しょぶん）
中国北部の拳法・龍空真拳の高弟であり、100万人に1人の「龍腿（ドラゴンフット）」の持ち主。師である馮老師から後継者として選ばれなかったため、老師に少しずつ毒を盛って殺害を謀ったが、龍腿よりも上位である虎脚を持つ静虎によって破れた。なお、馮老師は静虎によって命の危機を脱した。
山田一郎（やまだ いちろう）
見た目は冴えない小太りの中年に見えるが、実は超A級スナイパーで裏社会では伝説になっているほどの殺し屋。仕事中に偶然居合わせ自分の殺気に気付いた静虎に興味を持ち、IT企業オーナーである尾崎の命をダシに、静虎との対決を希求する。静虎の灘神影流の技により尾崎の狙撃は失敗、最期は直接対面した静虎に拳銃を突きつけるところまで追いつめるが、自分の狙撃を防いだ静虎に負けを認め、その場で自らを撃ち命を絶った。
かつて同じ猿渡哲也の作品『あばれブン屋』にも出演し、その驚異的な狙撃能力で、文矢を怨んでいたヤクザを運転する車ごとガード下に落として全身ヤケドの再起不能に陥れたり、そのヤクザの子分であるニ沢を殺し、ラストシーンでは主人公の早乙女文矢も狙撃して殺害したりと、殺し屋として重要な活躍をしていた。

### タフ外伝 鬼龍
宮沢鬼龍（みやざわ きりゅう）
『タフ外伝 鬼龍』の主人公であり、静虎の一卵性双生児の兄である。アメリカ合衆国大統領から、アフガンの過激派テロ組織に拉致されたビクトリアを救出する任務を受け、単身テロリストの本拠地に乗り込む。
アメリカ合衆国大統領
アメリカ合衆国を統括している大統領で、ビクトリアという娘がいる。モデルはジョージ・W・ブッシュである。
ビクトリア
アメリカ合衆国大統領の娘。アフガニスタン民族紛争地域でのボランティア活動中に過激派テロ組織に拉致される。「俺の女（モノ）」といわれるまでに鬼龍に愛されている（鬼龍自身は否定している）。
ムハマド・ラディッシュ
アフガニスタンの過激派テロ組織の首謀者。アメリカ合衆国への報復行為として、ビクトリアを誘拐して処刑しようとしたが、鬼龍によって倒された。だが、それによりさらなる報復行為としてアメリカ同時多発テロ事件が起こる。

## 書誌情報
- ヤングジャンプコミックス
  - 猿渡哲也『タフ外伝 OTON-おとん-』集英社（原著2004-1-24）。ISBN 4-08-876557-5。
  - 猿渡哲也『タフ外伝 OTON2-おとん-』集英社（原著2008-2-24）。ISBN 978-4-08-877395-7。